# Tharrhalea variegata
Tharrhalea variegata är en spindelart som beskrevs av Kulczynski 1911. Tharrhalea variegata ingår i släktet Tharrhalea och familjen krabbspindlar. Inga underarter finns listade i Catalogue of Life.